# Eccellenza Sicilia
Il campionato di Eccellenza regionale siciliano, abbreviato più semplicemente in Eccellenza Sicilia è il quinto livello calcistico del calcio italiano.
Tale competizione si divide in due gironi (A e B), composti solitamente su base geografica rispetto alla suddivisione est-ovest della Sicilia, mentre i club che vi partecipano sono 32 sebbene il numero di squadre è variato in diverse occasioni, divisi in 16 unità per gruppo. La vincente di ogni girone viene promossa in Serie D, mentre l'ultima retrocede nel campionato di Promozione. Le altre promozioni e retrocessioni vengono decretate da play-off e play-out.
La squadra più titolata della competizione è il Marsala, vincitrice di quattro campionati complessivi, mentre il club più presente è la Pro Favara, con ventiquattro partecipazioni totali.

## Formula
Per ogni girone, la prima classificata viene promossa direttamente in Serie D, dalla seconda alla quinta disputano gli eventuali play-off. L'ultima classificata retrocede direttamente in Promozione, mentre dalla dodicesima alla quindicesima disputano gli eventuali Play-out. Play-off e play-out si disputano soltanto se fra le due squadre ipoteticamente coinvolte ci sono meno di 10 punti di distacco. Se la seconda classificata ha almeno dieci punti di vantaggio sulla terza accederà direttamente alla fase nazionale degli spareggi.

## Storia

### Numero partecipanti
- 1991-1993: 32 club (divisi in 2 gironi da 16 squadre)
- 1993-1994: 33 club (divisi in 2 gironi da 17/16 squadre)
- 1994-1996: 36 club (divisi in 2 gironi da 18 squadre)
- 1996-2000: 32 club (divisi in 2 gironi da 16 squadre)
- 2000-2001: 35 club (divisi in 2 gironi da 17/18 squadre)

- 2001-2002: 36 club (divisi in 2 gironi da 18 squadre)
- 2002-2003: 34 club (divisi in 2 gironi da 17 squadre)
- 2003-2004: 32 club (divisi in 2 gironi da 16 squadre)
- 2004-2005: 34 club (divisi in 2 gironi da 17 squadre)
- dal 2005: 32 club (divisi in 2 gironi da 16 squadre)

## Partecipazioni
Sono 195 le squadre ad aver partecipato ad almeno una delle 35 edizioni del campionato di Eccellenza in Sicilia. In grassetto quelle che partecipano all'edizione 2025-2026.
- 24: Pro Favara

- 22: Mazara

- 21: Alcamo

- 20: Folgore Castelvetrano[1], Giarre

- 19: Akragas

- 18: Nissa

- 17: Aci Sant’Antonio, Modica, Parmonval, Sancataldese

- 16: Enna, Misterbianco[2], Leonzio, Licata, Palazzolo, Paternò, Rosolini, Viagrande[3], Villabate[4]

- 15: Orlandina, San Giovanni Gemini, Sant'Agata, Trecastagni

- 14: Salemi, Taormina[5]

- 13: Camaro, Due Torri, Villafranca Tirrena[6]

- 12: Castellammare, Comiso, Kamarat, Marsala, Scordia[7], Vittoria

- 11: Caltagirone[8], Valderice

- 10: Acicatena, Belpasso, Cephaledium, Don Carlo Misilmeri, Milazzo, Siracusa

- 9: Atletico Catania, Panormus, Raffadali, Sciacca

- 8: Bagheria Città delle Ville, CUS Palermo, Lipari, Monreale[9], Ragusa, San Pio X, Spadaforese, Termitana

- 7: Acireale, Atletico Campofranco, Avola[10], Canicattì, Carini, Paceco, Partinicaudace, Riviera Marmi Custonaci, Santa Croce

- 6: Casteldaccia, Dattilo Noir, Gattopardo Palma, Igea Virtus Barcellona, Jonica, Leonfortese, Oratorio San Ciro e Giorgio Marineo, Real Siracusa Belvedere

- 5: Adrano[11], Biancavilla, Caccamo, Castelbuono[12], Empedoclina, Gravina, Grotte, Libertas Palestro, Mussomeli, Nebros, Palagonia[13], Ribera, Riposto[14]

- 4: Campobello di Mazara, Canicattini, Città di Messina, Mascalucia, Mazarese[15], Mazzarrone, A.C.R. Messina, Real Messina, Scicli, Tortorici, Trapani

- 3: Accademia Trapani, Athletic Club Palermo[16], Carlentini, Catenanuova, Cianciana, Cinisi, Fincantieri Palermo, Gela, Geraci, Imesi Atletico Catania, Juventina Gela, Marsala ASD, Mazzarrà, Pachino, Patti, Petrosino, Plutia, Pro Nissa, Rocca di Capri Leone, Terrasini[17], Tiger Brolo[18], Torregrotta, Trinacria Gela, Virtus Ispica

- 2: Aquila Grammichele, Aragona, Augusta, Barcellona, Campobello di Licata, Casteltermini, Castiglione, Città di San Vito Lo Capo, Città di Trapani, Favara, Gangi, Gioiosa, Lercara, Mazara 2000, Menfi, Messana, A.S. Messina, Peloro, Pistunina, Pozzallo, Real Aci, Rocca Acquedolcese, Rosmarino, San Giorgio Piana, San Gregorio, Serradifalco, Spar, Supergiovane Castelbuono, Terranova Gela[19], Troina, Virtus Catania

- 1: 90011 Bagheria, Acireale F.C., Acquedolci, Agrigento, Aspra, Atletico Pro Mende, Atletico Tremestieri, Barrese, Capo d'Orlando, Catania, Città di Gela, Don Bosco Partinico, Elenka Tommaso Natale, Forza Calcio Messina, Fulgatore, Giarratana, Lascari, Libertas Racalmuto, Marina di Ragusa, Melilli, Monforte, Montelepre, Niscemi, Noto, Novara, Nuova Igea, Palermitana, Palermolympia, Real Madonna, Riesi, Rometta, San Fratello Acquedolcese, San Sebastiano, Santa Chiara Giostra, Santa Sofia Licata, Sporting Arenella, Sporting Pedara, Sporting Vallone, Terme Vigliatore, Titì Consiglio Terrasini, Trabia, Unione Fiumefreddo, Valguarnera, Villafrati

## Albo d'oro

### Girone A
- 1991-1992:  Vittoria (1º)
- 1992-1993:  Milazzo (1º)
- 1993-1994:  Gravina (1º)
- 1994-1995:  Nissa (1º)
- 1995-1996:  Orlandina (1º)
- 1996-1997:  Mazara (1º)
- 1997-1998:  Agrigento (1º)
- 1998-1999:  Gattopardo (1º)
- 1999-2000:  Panormus (1º)
- 2000-2001:  Pro Favara (1º)
- 2001-2002:  Marsala (1º)
- 2002-2003:  Fincantieri Palermo (1º)
- 2003-2004:  Folgore Castelvetrano (1º)
- 2004-2005:  Campobello (1º)
- 2005-2006:  Paternò (2º)
- 2006-2007:  Alcamo (1º)
- 2007-2008:  Nissa (2º)

- 2008-2009:  Mazara (2º)
- 2009-2010:  Marsala (2º)
- 2010-2011:  Licata (2º)
- 2011-2012:  Ribera (1º)
- 2012-2013:  Akragas (1º)
- 2013-2014:  Leonfortese (1º)
- 2014-2015:  Marsala (3º)
- 2015-2016:  Gela (1º)
- 2016-2017:  Paceco (1º)
- 2017-2018:  Marsala (4º)
- 2018-2019:  Licata (3º)
- 2019-2020:  Dattilo Noir (1º)
- 2020-2021:  Sancataldese (1º)
- 2021-2022:  Canicattì (2º)
- 2022-2023:  Akragas (2º)
- 2023-2024:  Nissa (3º)
- 2024-2025:  Athletic Club Palermo (1°)

### Girone B
- 1991-1992:  Partinicaudace (1º)
- 1992-1993:  Bagheria (1º)
- 1993-1994:  Canicattì (1º)
- 1994-1995:  Caltagirone (1º)
- 1995-1996:  Peloro (1º)
- 1996-1997:  Vittoria (2º)
- 1997-1998:  Siracusa (1º)
- 1998-1999:  Caltagirone (2º)
- 1999-2000:  Paternò (1º)
- 2000-2001:  Belpasso (1º)
- 2001-2002:  Misterbianco (1º)
- 2002-2003:  Modica (1º)
- 2003-2004:  Giarre (1º)
- 2004-2005:  Comiso (1º)
- 2005-2006:  Licata (1º)
- 2006-2007:  Libertas Acate-Modica (2º)
- 2007-2008:  Castiglione (1º)

- 2008-2009:  Milazzo (2º)
- 2009-2010:  Acireale (1º)
- 2010-2011:  Palazzolo (1º)
- 2011-2012:  Ragusa (1º)
- 2012-2013:  Orlandina (2º)
- 2013-2014:  Tiger Brolo (1º)
- 2014-2015:  Siracusa (2º)
- 2015-2016:  Igea Virtus (1º)
- 2016-2017:  Palazzolo (2º)
- 2017-2018:  Città di Messina (1º)
- 2018-2019:  Marina di Ragusa (1º)
- 2019-2020:  Paternò (3º)
- 2020-2021:  Giarre (2º)
- 2021-2022:  Ragusa (2º)
- 2022-2023:  Igea Virtus (2º)
- 2023-2024:  Enna (1º)
- 2024-2025:  Milazzo (3º)

## Statistiche e record

### Titoli per squadra
| Squadra               | Titoli | Edizioni                                                        |
| --------------------- | ------ | --------------------------------------------------------------- |
| Marsala               | 4      | 2001-2002, 2009-2010, 2014-2015, 2017-2018 (girone A)           |
| Paternò               | 3      | 1999-2000 (girone B), 2005-2006 (girone A) 2019-2020 (girone B) |
| Licata                | 3      | 2005-2006 (girone B), 2010-2011, 2018-2019 (girone A)           |
| Milazzo               | 3      | 1992-1993 (girone A), 2008-2009, 2024-2025 (girone B)           |
| Nissa                 | 3      | 1994-1995, 2007-2008, 2023-2024 (girone A)                      |
| Vittoria              | 2      | 1991-1992 (girone A), 1996-1997 (girone B)                      |
| Canicattì             | 2      | 1993-1994 (girone B), 2021-2022 (girone A)                      |
| Caltagirone           | 2      | 1994-1995, 1998-1999 (girone B)                                 |
| Orlandina             | 2      | 1995-1996 (girone A), 2012-2013 (girone B)                      |
| Mazara                | 2      | 1996-1997, 2008-2009 (girone A)                                 |
| Siracusa              | 2      | 1997-1998, 2014-2015 (girone B)                                 |
| Modica                | 2      | 2002-2003, 2006-2007 (girone B)                                 |
| Giarre                | 2      | 2003-2004, 2020-2021 (girone B)                                 |
| Palazzolo             | 2      | 2010-2011, 2016-2017 (girone B)                                 |
| Ragusa                | 2      | 2011-2012, 2021-2022 (girone B)                                 |
| Akragas               | 2      | 2012-2013, 2022-2023 (girone A)                                 |
| Igea Virtus           | 2      | 2015-2016, 2022-2023 (girone B)                                 |
| Partinicaudace        | 1      | 1991-1992 (girone B)                                            |
| Bagheria              | 1      | 1992-1993 (girone A)                                            |
| Gravina               | 1      | 1993-1994 (girone A)                                            |
| Peloro                | 1      | 1995-1996 (girone B)                                            |
| Agrigento             | 1      | 1997-1998 (girone A)                                            |
| Gattopardo Palma      | 1      | 1998-1999 (girone A)                                            |
| Panormus              | 1      | 1999-2000 (girone A)                                            |
| Pro Favara            | 1      | 2000-2001 (girone A)                                            |
| Belpasso              | 1      | 2000-2001 (girone B)                                            |
| Misterbianco          | 1      | 2001-2002 (girone B)                                            |
| Fincantieri Palermo   | 1      | 2002-2003 (girone A)                                            |
| Folgore Selinunte     | 1      | 2003-2004 (girone A)                                            |
| Campobello di Mazara  | 1      | 2004-2005 (girone A)                                            |
| Comiso                | 1      | 2004-2005 (girone B)                                            |
| Alcamo                | 1      | 2006-2007 (girone A)                                            |
| Castiglione           | 1      | 2006-2007 (girone B)                                            |
| Acireale              | 1      | 2009-2010 (girone B)                                            |
| Ribera                | 1      | 2011-2012 (girone A)                                            |
| Leonfortese           | 1      | 2013-2014 (girone A)                                            |
| Tiger Brolo           | 1      | 2013-2014 (girone B)                                            |
| Gela                  | 1      | 2015-2016 (girone A)                                            |
| Paceco                | 1      | 2016-2017 (girone A)                                            |
| FC Messina            | 1      | 2017-2018 (girone B)                                            |
| Marina di Ragusa      | 1      | 2018-2019 (girone B)                                            |
| Dattilo Noir          | 1      | 2019-2020 (girone A)                                            |
| Sancataldese          | 1      | 2020-2021 (girone A)                                            |
| Enna                  | 1      | 2023-2024 (girone B)                                            |
| Athletic Club Palermo | 1      | 2024-2025 (girone A)                                            |

### Record di squadra
- Avendo conquistato quattro titoli, il Marsala è la squadra più titolata della competizione.
- Il Pro Favara con le sue 24 partecipazioni è la squadra più presente della competizione.
- Il Parmonval vanta la striscia più lunga di partecipazioni consecutive alla competizione, essendo stata presente per 15 campionati di fila (dalla stagione 2008-2009 alla stagione 2022-2023).
- La stagione 2001-2002 e 2011-2012 è stata vinta con il maggior numero di punti, 84, conquistati rispettivamente dal Misterbianco e dal Ragusa.
- La stagione 1993-1994 è stata vinta con il minor numero di punti, 48, conquistati dal Canicattì. Considerando necessariamente però che trattasi della vecchia norma dei 2 punti per una vittoria, per il dilettantismo italiano in vigore fino alla stagione 1994-95.
- L'Acireale, il Ragusa e il Paternò sono le uniche squadre ad aver vinto il campionato da imbattute, rispettivamente nel 2009-2010, nel 2011-2012 e nel 2019-2020.[senza fonte]
- Il Licata detiene il primato del miglior attacco di sempre, con le sue 95 reti siglate nella stagione 2018-2019[20].
- L'Orlandina è la squadra che detiene il primato di peggior attacco e peggior difesa di sempre, con 5 reti siglate e 153 subite nella stagione 2015-2016.[senza fonte]
- Solo otto squadre hanno raggiunto il double stagionale, vincendo sia il campionato che la Coppa regionale. Il primo club che raggiunse tale obiettivo fu il Nissa nella stagione 1994-1995, seguirono poi il Vittoria, il Siracusa, il Giarre, l'Alcamo, il Marsala, il Ragusa è l'Igea Virtus, rispettivamente nelle stagioni 1996-1997, 1997-1998, 2003-2004, 2006-2007, 2014-2015, 2021-2022 e 2022-2023.

## Supercoppa Eccellenza
A partire dalla stagione 2020-2021, le vincenti dei gironi A e B del campionato di Eccellenza, si sfidano in una gare secca (seguiti dai tiri di rigore in caso di parità) per decretare il titolo di "vincente regionale", tramite l'assegnazione della Supercoppa di categoria. La prima edizione si è svolta il 26 giugno 2021 ed è stata vinta dal Giarre per 3-1 contro la Sancataldese.

### Albo d'oro supercoppa
| Edizione | Anno      | Vincitore (numero vittorie) | Finalista                  |                            |                            |                            |
| 1°       | 2020-2021 | Giarre (1)                  | Sancataldese               |                            |                            |                            |
| –        | 2021-2024 | Competizione non disputata  | Competizione non disputata | Competizione non disputata | Competizione non disputata | Competizione non disputata |

### Titoli per squadra
- 1: Giarre